# Silkerode
Silkerode este o comună din landul Turingia, Germania.